# André Cailleux
Andre de Cayeux de Senarpont, André Cailleux (ur. 24 grudnia 1907 w Paryżu, zm. 27 grudnia 1986 w Saint-Maur-des-Fossés) – francuski geolog i geograf. Otrzymał tytuł doktora honoris causa Uniwersytetu Łódzkiego.